# Vararuci
Vararuci (III secolo a.C. – III secolo a.C.) è stato un grammatico indiano.
Completò l'opera grammaticale di Pāṇini chiosandola. Molti lo identificano con il filosofo Kātyāyana.